# Parafia Ciała Chrystusa w Nundah
Parafia Ciała Chrystusa w Nundah – parafia rzymskokatolicka, należąca do archidiecezji Brisbane.
Na terenie parafii znajduje się kościół filialny w Banyo.
Przy parafii funkcjonują trzy szkoły: Szkoła Podstawowa św. Józefa w Nundah, Szkoła Podstawowa św. Piusa w Banyo, oraz Mary MacKillop College.